# Call to Arms
A Call to Arms a Sick of It All ötödik stúdióalbuma. 1999. február 23-án dobták piacra. Ez volt a SOIA első nagylemeze, amely a Fat Wreck Chords kiadó gondozásában került piacra.

## Dalok
1. Let Go
2. Call to Arms
3. Potential for a Fall
4. Falter
5. The Future is Mine
6. Guilty
7. Falling Apart
8. Sanctuary
9. Morally Confused
10. Hindsight
11. Martin
12. Pass the Buck
13. Quiet Man
14. Drastic
15. (Just a) Pansy